# Unione Sportiva Arzanese 2013-2014
Questa voce raccoglie le informazioni riguardanti l'Unione Sportiva Arzanese nelle competizioni ufficiali della stagione 2013-2014.

## Rosa
| N. |                     | Ruolo | Calciatore          |
| -- | ------------------- | ----- | ------------------- |
|    | Italia (bandiera)   | C     | Giuseppe Ausiello   |
|    | Italia (bandiera)   | D     | Patrizio Caso       |
|    | Italia (bandiera)   | C     | Riccardo Castellano |
|    | Italia (bandiera)   | A     | Rosario Di Ruocco   |
|    | Marocco (bandiera)  | A     | Badreddin El Ouazni |
|    | Italia (bandiera)   | A     | Simone Figliola     |
|    | Italia (bandiera)   | P     | Gianmarco Fiory     |
|    | Italia (bandiera)   | D     | Thomas Funari       |
|    | Italia (bandiera)   | C     | Sante Giacinti      |
|    | Italia (bandiera)   | C     | Vincenzo Giannusa   |
|    | Italia (bandiera)   | C     | Mauro Gori          |
|    | Italia (bandiera)   | C     | Ciro Improta        |
|    | Italia (bandiera)   | A     | Umberto Improta     |
|    | Italia (bandiera)   | A     | Antonio Insigne     |
|    | Italia (bandiera)   | C     | Nicola Leone        |
|    | Italia (bandiera)   | C     | Fabio Mangiacasale  |
|    | Colombia (bandiera) | C     | Jaime Leon Merito   |

| N. |                   | Ruolo | Calciatore            |
| -- | ----------------- | ----- | --------------------- |
|    | Italia (bandiera) | D     | Salvatore Monaco      |
|    | Italia (bandiera) | D     | Vincenzo Monti        |
|    | Italia (bandiera) | D     | Nicola Mora           |
|    | Italia (bandiera) | A     | Giuseppe Pacini       |
|    | Italia (bandiera) | C     | Luigi Palumbo         |
|    | Italia (bandiera) | D     | Matteo Patti          |
|    | Italia (bandiera) | A     | Massimo Perna         |
|    | Italia (bandiera) | D     | Marco Picascia        |
|    | Italia (bandiera) | D     | Giacomo Polverino     |
|    | Italia (bandiera) | C     | Renato Ricci          |
|    | Italia (bandiera) | A     | Francesco Ripa        |
|    | Italia (bandiera) | D     | Paolo Rizzo           |
|    | Italia (bandiera) | A     | Salvatore Sandomenico |
|    | Italia (bandiera) | A     | Angelo Scalzone       |
|    | Italia (bandiera) | P     | Francesco Sollo       |
|    | Italia (bandiera) | C     | Mariano Ventre        |